# Artaxiades
Vous lisez un « article de qualité » labellisé en 2008.
Pour l’article homonyme, voir Artaxiades (Ibérie).
Les Artaxiades ou Artašesian (en arménien Արտաշեսյաններ) sont des rois d'Arménie qui ont régné sur ce royaume d'environ 189 av. J.-C. à environ 12 apr. J.-C. Sous cette dynastie, le pays subit deux influences majeures : une influence perse, qui poursuit son action, et une influence hellénistique croissante ; il s'ouvre en outre au commerce international. Sous l'un des rois artaxiades, Tigrane II, l'Arménie va connaître son expansion maximale, avant de devenir un enjeu, sous ses successeurs, entre Parthes et Romains.
À la fin de cette dynastie, au début de l'ère chrétienne, le royaume est au bord de l'anarchie et sera pendant plusieurs décennies gouverné par des souverains étrangers, avant de connaître l'avènement d'une nouvelle dynastie, la dynastie arsacide.
À la différence de certains de ses membres, la dynastie artaxiade se caractérise par une historiographie peu développée. Elle est en même temps considérée par la République d'Arménie comme une des quatre dynasties historiques arméniennes et figure à ce titre sur ses armoiries.

## Liste des rois artaxiades
Pour un article plus général, voir Liste des rois d'Arménie.
Les dates de règne des rois artaxiades d'Arménie sont bien souvent incertaines, ainsi que le nombre exact de rois ayant porté le nom « Artavazde ». La liste suivante ne tient pas compte de toutes les nuances, que l'on retrouvera dans les articles consacrés à chacun de ces rois :
- Artaxias Ier (189-159 av. J.-C.) ;
- Artavazde Ier (159-123 av. J.-C. — ou 159-149 av. J.-C.) ;
- Tigrane Ier (123-95 av. J.-C. — ou 149-123 av. J.-C.) ;
  - Artavazde (II) (123-95 av. J.-C.) (roi dont l'existence est discutée) ;
- Tigrane II le Grand (95-55 av. J.-C.) ;
- Artavazde II (ou III) (55-34 av. J.-C.) ;
  - Alexandre Hélios (34-30 av. J.-C.) (hors dynastie, fils de Marc Antoine et de Cléopâtre VII d'Égypte) ;
- Artaxias II (30-20 av. J.-C.), vassal des Parthes ;
- Tigrane III (20-6 av. J.-C.), vassal de Rome ;
- Artavazde III (ou IV) (6 av. J.-C. - 1 apr. J.-C.), vassal de Rome ;
- Tigrane IV et Érato (6 av. J.-C. - 1 apr. J.-C.), vassaux des Parthes ;
  - Ariobarzane (1-4 apr. J.-C.) (hors dynastie), vassal de Rome ;
  - Artavazde IV (ou V) (4-6 apr. J.-C.) (hors dynastie), vassal de Rome ;
  - Tigrane V Hérode (6-vers 12 apr. J.-C.) (hors dynastie), vassal de Rome ;
- Érato (vers 12 apr. J.-C.), vassale des Parthes.

## L'Arménie sous les Artaxiades

### Histoire
Pour un article plus général, voir Royaume d'Arménie.

#### Débuts prometteurs
À la veille de l'établissement de la dynastie artaxiade, l'Arménie est dirigée par Orontès IV de la dynastie orontide. Les représentants de cette dynastie s'octroient le titre de roi mais ne sont guère plus que des satrapes sous suzeraineté séleucide. Dès le milieu du IIIe siècle av. J.-C., leur territoire a en outre été fortement réduit par l'expansion du dynaste d'Atropatène.
Artaxias Ier est traditionnellement considéré comme le fondateur de la dynastie artaxiade, bien que des inscriptions en araméen découvertes dans le marz de Syunik le disent fils d'un Zariadrès de la dynastie orontide régnant en Arménie. Général d'Antiochos le Grand, il se rend maître de l'Arménie, dont il est gouverneur (stratēgós), et en fait un État indépendant en 189 av. J.-C. après la défaite du Séleucide à Magnésie ; un autre gouverneur séleucide et peut-être un proche parent, également nommé Zariadrès, en fait de même en Sophène. Les deux nouveaux monarques s'allient afin de reconquérir les régions périphériques peuplées d'Arméniens ; dans le cas d'Artaxias, les conquêtes à partir de la vallée de l'Araxe se font principalement aux dépens de l'Ibérie et de la Médie-Atropatène. Marquant ainsi son indépendance par rapport à Rome, il donne asile à Hannibal après la bataille de Zama. Sur ses conseils, Artaxias bâtit sa nouvelle capitale, Artaxate (« joie d'Artaxias »), sur les rives de l'Araxe,. Au niveau du royaume, il fait procéder au bornage de propriétés et mène une politique d'intégration linguistique. Mais vers 165 av. J.-C., Artaxias est défait par le roi séleucide Antiochos IV ; fait prisonnier, il ne recouvre sa liberté qu'en reconnaissant la suzeraineté du Séleucide. Il règne jusqu'environ 159 av. J.-C., non sans avoir tenté de remettre en cause cette situation.
Trois rois dont on sait peu de choses (au point que l'existence du dernier est contestée) lui succèdent : Artavazde Ier (qui serait à l'origine de la branche artaxiade ibérienne), Tigrane Ier et Artavazde (II). À la fin du règne de ce dernier, les Parthes attaquent l'Arménie et sont victorieux ; ils prennent comme otage le prince héritier, le futur roi Tigrane II, qui le reste jusqu'à la mort d'Artavazde II, en 95 av. J.-C. Il rachète alors sa liberté en cédant « soixante-dix vallées » en Atropatène aux Parthes,.

#### Apogée sousTigraneII

Expansion maximale de l'Arménie sous Tigrane II.

Carte situant l'Osroène, l'Adiabène, la Gordyène (ou Corduène), la Sophène, la Commagène et l'Atropatène à l'époque de l'apogée de l'Arménie sous Tigrane II d'Arménie.

Lorsque Tigrane II prend le pouvoir, avec l'aide et sous vassalité parthe, la base de la puissance arménienne à venir est déjà en place, grâce aux actions de ses prédécesseurs. Cependant, les montagnes arméniennes forment des barrières naturelles entre les différentes régions du pays, augmentant l'influence des nakharark locaux. Cette situation ne convient pas à Tigrane, à la volonté plus centralisatrice ; le souverain se lance alors dans une œuvre de consolidation du pouvoir royal en Arménie même,. Il dépose également Artanès, roi de Sophène,. Très tôt, Tigrane tisse des liens avec Mithridate VI, roi du Pont.
Après la mort de Mithridate II de Parthie, en 88 av. J.-C., Tigrane tire avantage de la faiblesse de l'empire parthe, à la suite d'incursions scythes et de divisions internes. Jusqu'en 85 av. J.-C., rejetant la vassalité de l'Arménie, il récupère les soixante-dix vallées de sa liberté, impose sa suzeraineté sur l'Atropatène, l'Adiabène, la Gordyène, l'Osroène et une partie de la haute Mésopotamie, et prend le titre de « roi des rois », réservé aux souverains parthes.

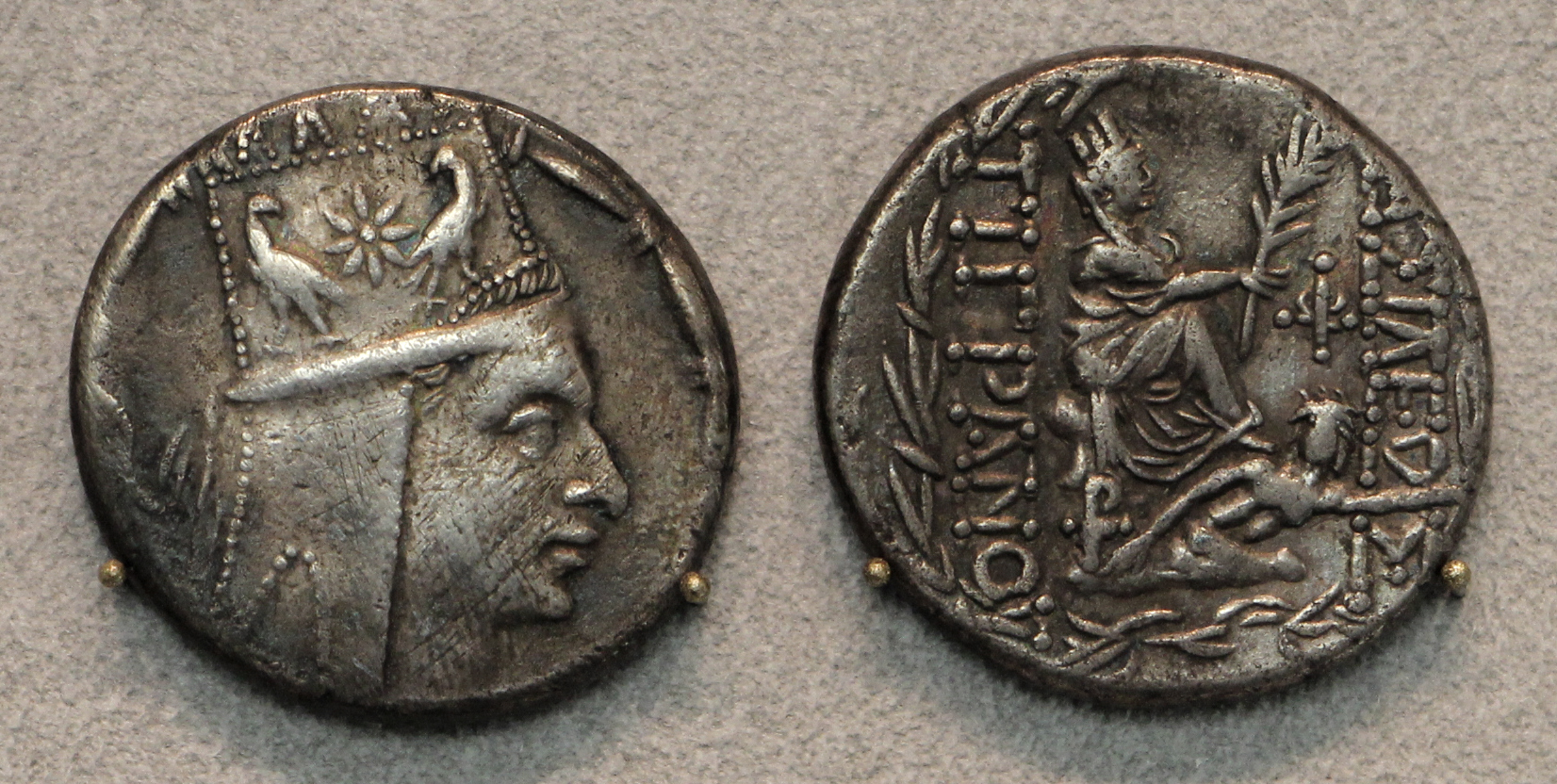
Monnaie de Tigrane II.

En 83 av. J.-C., après une lutte sanglante entre Séleucides pour le trône de Syrie, les Syriens décident de faire de Tigrane le protecteur du royaume et lui offrent la couronne. Il conquiert donc ce pays, non sans mal, ainsi que la Phénicie, la Cilicie et la Commagène. À la suite de ces conquêtes, le territoire contrôlé par Tigrane va du Caucase et des Alpes pontiques jusqu'au nord de l'Irak et s'étend en Syrie, jusqu'à Ptolemaïs, et de la mer Caspienne à la mer Méditerranée.
Tigrane, repu de conquêtes, aspire à la paix mais se voit impliqué dans le conflit renaissant entre Rome et Mithridate VI en 74 av. J.-C. : après les victoires de Lucullus contre Mithridate, celui-ci se réfugie chez Tigrane qui refuse de le livrer aux Romains. Ceux-ci envahissent ses États, et Lucullus s'empare de sa toute neuve capitale, Tigranocerte en 69 av. J.-C.. La même année, les forces combinées de Mithridate et de Tigrane rencontrent les troupes de Lucullus devant Artaxate, l'ancienne capitale. Mais à la suite de lourdes pertes, les légions romaines se révoltent, et Lucullus se retire vers le sud. Ce qui consiste malgré tout un échec de Lucullus lui vaut son rappel à Rome et son remplacement par Pompée.
Le fils de Tigrane, également nommé Tigrane, se rebelle alors contre son père mais échoue et se réfugie à la cour du roi parthe Phraatès III. Après une seconde tentative infructueuse, il se réfugie auprès de Pompée. Tigrane a alors récupéré une bonne portion de son territoire, et est définitivement en froid avec Mithridate. En 66 av. J.-C., Pompée entre en Arménie avec Tigrane le Jeune. Tigrane, alors âgé d'environ soixante-quinze ans, se rend, dépose son diadème aux pieds de Pompée et se prosterne devant lui ; il est toutefois traité généreusement par Pompée, qui le relève et lui rend son diadème. Cédant la Cappadoce et la Sophène, il rachète les restes de son royaume. Désormais allié de Rome, Tigrane II continue de régner sur l'Arménie jusqu'à sa mort, en 55 av. J.-C..

#### Déclin, entre Rome et les Parthes

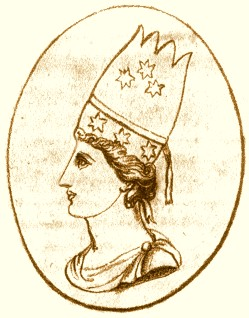
Érato, dernier membre régnant de la dynastie artaxiade.

Co-roi avec son père, Artavazde II succède à Tigrane II en 55 av. J.-C., en tant que roi client de Rome. En 53 av. J.-C., Crassus, proconsul de Syrie, décide de lancer une campagne contre les Parthes et reçoit notamment l'aide d'Artavazde. Ce dernier se retrouve toutefois immobilisé dans son royaume par une attaque des troupes parthes d'Orodès II. Tombée dans un piège des Parthes, l'armée romaine est sévèrement battue lors de la bataille de Carrhes, et Crassus est tué peu après. En 36 av. J.-C., il fournit à nouveau des troupes à Marc Antoine lorsque ce dernier décide de mener une nouvelle campagne contre les Parthes. Une partie des troupes romaines est néanmoins attaquée par surprise par la cavalerie parthe, tandis qu'Artavazde préfère se retirer. Marc Antoine considère ce retrait comme une traîtrise : en 34 av. J.-C., arrivé non loin d'Artaxate, il convoque à son camp Artavazde, le fait arrêter et envoyer en Égypte où il meurt en 30 av. J.-C.. Marc Antoine s'assure alors le contrôle de l'Arménie et impose sur le trône son fils Alexandre Hélios. À la suite de sa défaite lors de la bataille d'Actium en 31 av. J.-C., Marc Antoine se désengage d'Arménie, ce qui permet à Artaxias II, fils d'Artavazde II, aidé par ses alliés parthes, de mettre fin au règne nominal d'Alexandre Hélios et de récupérer le trône arménien en 30 av. J.-C.
Auguste ne voit cependant pas d'un bon œil ce roi pro-parthe et charge en 20 av. J.-C. Tibère de le remplacer par son frère cadet Tigrane III. Le règne de ce dernier, ex-otage d'Auguste, correspond à l'établissement pacifique du protectorat romain en Arménie>. À sa mort en 6 av. J.-C., une lutte de succession s'engage entre d'une part ses enfants Tigrane IV et Érato, pro-parthes, et d'autre part Artavazde III, pro-romain, probablement un autre de ses frères. Auguste tire alors profit de la division de la cour arménienne et impose Artavazde III. Face à la rébellion alimentée par le roi parthe Phraatès IV, Artavazde semble ne pas avoir réussi à se maintenir très longtemps sur le trône, et Tigrane et Érato sont restaurés.
Cependant, lorsque Auguste envoie son petit-fils Caius César régler les affaires d'Arménie en 1, Tigrane est déjà mort, ayant été tué au cours d'une expédition contre les barbares, et Érato a abdiqué. Caius rencontre néanmoins Phraatès V sur l'Euphrate, et Parthes et Romains se mettent d'accord : l'Arménie revient sous l'autorité de Rome, qui lui donne pour nouveau roi Ariobarzane II d'Atropatène. Après les courts règnes de ce dernier (1 à 4) et de son fils Artavazde IV (4 à 6), Auguste impose un autre roi étranger, Tigrane V Hérode. Ce n'est qu'à la déposition de ce dernier par les nobles arméniens (vers 12) qu'Érato remonte sur le trône, ultime sursaut de la dynastie artaxiade, alors que le pays sombre dans l'anarchie. La même année, un roi parthe renversé, Vononès Ier, se voit offrir le trône arménien. Il devient ainsi le premier roi arsacide d'Arménie.

### Généalogie des Artaxiades
Cyrille Toumanoff propose la généalogie suivante :
|                                                   |                                                   |                                                   |                                                   |                                                   |                                                   |                                 |                                 |                                   |                                   |                                   |                                   |                                          |                                          |                                          |                                          |                                          |                                          |                                       |                                       |                                       |                                       |                                   |                                   |                                                   |                                                   |                                                   |                                                   |                                                   |                                                   |                            |                            | Zariadrès                                   |                                             |                                             |                                             |                                             |                                             |  |  |                                    |                                    |                                    |                                    |                                                |                                                |                                                |                                                |                                                |                                                |                                     |                                     |                                     |                                     |                         |                         |                         |                         |                                 |                                 |                                  |                                  |                                  |                                  |                                      |                                      |                                      |                                      |                                      |                                      |  |  |  |  |  |  |  |  |  |  |  |  |  |  |  |  |  |  |  |  |  |  |  |  |  |  |  |  |  |  |  |  |  |  |  |  |  |  |  |  |  |  |  |  |
|                                                   |                                                   |                                                   |                                                   |                                                   |                                                   |                                 |                                 |                                   |                                   |                                   |                                   |                                          |                                          |                                          |                                          |                                          |                                          |                                       |                                       |                                       |                                       |                                   |                                   |                                                   |                                                   |                                                   |                                                   |                                                   |                                                   |                            |                            |                                             |                                             |                                             |                                             |                                             |                                             |  |  |                                    |                                    |                                    |                                    |                                                |                                                |                                                |                                                |                                                |                                                |                                     |                                     |                                     |                                     |                         |                         |                         |                         |                                 |                                 |                                  |                                  |                                  |                                  |                                      |                                      |                                      |                                      |                                      |                                      |  |  |  |  |  |  |  |  |  |  |  |  |  |  |  |  |  |  |  |  |  |  |  |  |  |  |  |  |  |  |  |  |  |  |  |  |  |  |  |  |  |  |  |  |
|                                                   |                                                   |                                                   |                                                   |                                                   |                                                   |                                 |                                 |                                   |                                   |                                   |                                   |                                          |                                          |                                          |                                          |                                          |                                          |                                       |                                       |                                       |                                       |                                   |                                   |                                                   |                                                   |                                                   |                                                   |                                                   |                                                   |                            |                            | Artaxias Ier roi d'Arménie (-188-159)       |                                             |                                             |                                             |                                             |                                             |  |  |                                    |                                    |                                    |                                    |                                                |                                                |                                                |                                                |                                                |                                                |                                     |                                     |                                     |                                     |                         |                         |                         |                         |                                 |                                 |                                  |                                  |                                  |                                  |                                      |                                      |                                      |                                      |                                      |                                      |  |  |  |  |  |  |  |  |  |  |  |  |  |  |  |  |  |  |  |  |  |  |  |  |  |  |  |  |  |  |  |  |  |  |  |  |  |  |  |  |  |  |  |  |
|                                                   |                                                   |                                                   |                                                   |                                                   |                                                   |                                 |                                 |                                   |                                   |                                   |                                   |                                          |                                          |                                          |                                          |                                          |                                          |                                       |                                       |                                       |                                       |                                   |                                   |                                                   |                                                   |                                                   |                                                   |                                                   |                                                   |                            |                            |                                             |                                             |                                             |                                             |                                             |                                             |  |  |                                    |                                    |                                    |                                    |                                                |                                                |                                                |                                                |                                                |                                                |                                     |                                     |                                     |                                     |                         |                         |                         |                         |                                 |                                 |                                  |                                  |                                  |                                  |                                      |                                      |                                      |                                      |                                      |                                      |  |  |  |  |  |  |  |  |  |  |  |  |  |  |  |  |  |  |  |  |  |  |  |  |  |  |  |  |  |  |  |  |  |  |  |  |  |  |  |  |  |  |  |  |
|                                                   |                                                   |                                                   |                                                   |                                                   |                                                   |                                 |                                 |                                   |                                   |                                   |                                   |                                          |                                          |                                          |                                          |                                          |                                          |                                       |                                       |                                       |                                       |                                   |                                   |                                                   |                                                   |                                                   |                                                   |                                                   |                                                   |                            |                            |                                             |                                             |                                             |                                             |                                             |                                             |  |  |                                    |                                    |                                    |                                    |                                                |                                                |                                                |                                                |                                                |                                                |                                     |                                     |                                     |                                     |                         |                         |                         |                         |                                 |                                 |                                  |                                  |                                  |                                  |                                      |                                      |                                      |                                      |                                      |                                      |  |  |  |  |  |  |  |  |  |  |  |  |  |  |  |  |  |  |  |  |  |  |  |  |  |  |  |  |  |  |  |  |  |  |  |  |  |  |  |  |  |  |  |  |
|                                                   |                                                   |                                                   |                                                   |                                                   |                                                   |                                 |                                 |                                   |                                   |                                   |                                   |                                          |                                          |                                          |                                          |                                          |                                          |                                       |                                       |                                       |                                       |                                   |                                   | Tigrane Ier roi d'Arménie (-149-123) ou (-123-95) | Tigrane Ier roi d'Arménie (-149-123) ou (-123-95) | Tigrane Ier roi d'Arménie (-149-123) ou (-123-95) | Tigrane Ier roi d'Arménie (-149-123) ou (-123-95) | Tigrane Ier roi d'Arménie (-149-123) ou (-123-95) | Tigrane Ier roi d'Arménie (-149-123) ou (-123-95) |                            |                            |                                             |                                             |                                             |                                             |                                             |                                             |  |  |                                    |                                    |                                    |                                    | Artavazde Ier roi d'Arménie (-159-149 ou -123) | Artavazde Ier roi d'Arménie (-159-149 ou -123) | Artavazde Ier roi d'Arménie (-159-149 ou -123) | Artavazde Ier roi d'Arménie (-159-149 ou -123) | Artavazde Ier roi d'Arménie (-159-149 ou -123) | Artavazde Ier roi d'Arménie (-159-149 ou -123) |                                     |                                     |                                     |                                     |                         |                         |                         |                         | Mirvan Ier roi d'Ibérie (30-20) | Mirvan Ier roi d'Ibérie (30-20) | Mirvan Ier roi d'Ibérie (30-20)  | Mirvan Ier roi d'Ibérie (30-20)  | Mirvan Ier roi d'Ibérie (30-20)  | Mirvan Ier roi d'Ibérie (30-20)  |                                      |                                      |                                      |                                      |                                      |                                      |  |  |  |  |  |  |  |  |  |  |  |  |  |  |  |  |  |  |  |  |  |  |  |  |  |  |  |  |  |  |  |  |  |  |  |  |  |  |  |  |  |  |  |  |
|                                                   |                                                   |                                                   |                                                   |                                                   |                                                   |                                 |                                 |                                   |                                   |                                   |                                   |                                          |                                          |                                          |                                          |                                          |                                          |                                       |                                       |                                       |                                       |                                   |                                   | Tigrane Ier roi d'Arménie (-149-123) ou (-123-95) | Tigrane Ier roi d'Arménie (-149-123) ou (-123-95) | Tigrane Ier roi d'Arménie (-149-123) ou (-123-95) | Tigrane Ier roi d'Arménie (-149-123) ou (-123-95) | Tigrane Ier roi d'Arménie (-149-123) ou (-123-95) | Tigrane Ier roi d'Arménie (-149-123) ou (-123-95) |                            |                            |                                             |                                             |                                             |                                             |                                             |                                             |  |  |                                    |                                    |                                    |                                    | Artavazde Ier roi d'Arménie (-159-149 ou -123) | Artavazde Ier roi d'Arménie (-159-149 ou -123) | Artavazde Ier roi d'Arménie (-159-149 ou -123) | Artavazde Ier roi d'Arménie (-159-149 ou -123) | Artavazde Ier roi d'Arménie (-159-149 ou -123) | Artavazde Ier roi d'Arménie (-159-149 ou -123) |                                     |                                     |                                     |                                     |                         |                         |                         |                         | Mirvan Ier roi d'Ibérie (30-20) | Mirvan Ier roi d'Ibérie (30-20) | Mirvan Ier roi d'Ibérie (30-20)  | Mirvan Ier roi d'Ibérie (30-20)  | Mirvan Ier roi d'Ibérie (30-20)  | Mirvan Ier roi d'Ibérie (30-20)  |                                      |                                      |                                      |                                      |                                      |                                      |  |  |  |  |  |  |  |  |  |  |  |  |  |  |  |  |  |  |  |  |  |  |  |  |  |  |  |  |  |  |  |  |  |  |  |  |  |  |  |  |  |  |  |  |
|                                                   |                                                   |                                                   |                                                   |                                                   |                                                   |                                 |                                 |                                   |                                   |                                   |                                   |                                          |                                          |                                          |                                          |                                          |                                          |                                       |                                       |                                       |                                       |                                   |                                   |                                                   |                                                   |                                                   |                                                   |                                                   |                                                   |                            |                            |                                             |                                             |                                             |                                             |                                             |                                             |  |  |                                    |                                    |                                    |                                    |                                                |                                                |                                                |                                                |                                                |                                                |                                     |                                     |                                     |                                     |                         |                         |                         |                         |                                 |                                 |                                  |                                  |                                  |                                  |                                      |                                      |                                      |                                      |                                      |                                      |  |  |  |  |  |  |  |  |  |  |  |  |  |  |  |  |  |  |  |  |  |  |  |  |  |  |  |  |  |  |  |  |  |  |  |  |  |  |  |  |  |  |  |  |
|                                                   |                                                   |                                                   |                                                   |                                                   |                                                   |                                 |                                 |                                   |                                   |                                   |                                   | Artavazde (II) roi d'Arménie ? (-123-95) | Artavazde (II) roi d'Arménie ? (-123-95) | Artavazde (II) roi d'Arménie ? (-123-95) | Artavazde (II) roi d'Arménie ? (-123-95) | Artavazde (II) roi d'Arménie ? (-123-95) | Artavazde (II) roi d'Arménie ? (-123-95) |                                       |                                       | Tigrane II roi d'Arménie (-95-55)     | Tigrane II roi d'Arménie (-95-55)     | Tigrane II roi d'Arménie (-95-55) | Tigrane II roi d'Arménie (-95-55) | Tigrane II roi d'Arménie (-95-55)                 | Tigrane II roi d'Arménie (-95-55)                 |                                                   |                                                   | Guras vice-roi de Mygdonie                        | Guras vice-roi de Mygdonie                        | Guras vice-roi de Mygdonie | Guras vice-roi de Mygdonie | Guras vice-roi de Mygdonie                  | Guras vice-roi de Mygdonie                  |                                             |                                             |                                             |                                             |  |  |                                    |                                    |                                    |                                    | Artaxias Ier roi d'Ibérie (-90-78)             | Artaxias Ier roi d'Ibérie (-90-78)             | Artaxias Ier roi d'Ibérie (-90-78)             | Artaxias Ier roi d'Ibérie (-90-78)             | Artaxias Ier roi d'Ibérie (-90-78)             | Artaxias Ier roi d'Ibérie (-90-78)             |                                     |                                     | Ne                                  | Ne                                  | Ne                      | Ne                      | Ne                      | Ne                      |                                 |                                 |                                  |                                  |                                  |                                  | Parnadjom Ier roi d'Ibérie (-109-90) | Parnadjom Ier roi d'Ibérie (-109-90) | Parnadjom Ier roi d'Ibérie (-109-90) | Parnadjom Ier roi d'Ibérie (-109-90) | Parnadjom Ier roi d'Ibérie (-109-90) | Parnadjom Ier roi d'Ibérie (-109-90) |  |  |  |  |  |  |  |  |  |  |  |  |  |  |  |  |  |  |  |  |  |  |  |  |  |  |  |  |  |  |  |  |  |  |  |  |  |  |  |  |  |  |  |  |
|                                                   |                                                   |                                                   |                                                   |                                                   |                                                   |                                 |                                 |                                   |                                   |                                   |                                   | Artavazde (II) roi d'Arménie ? (-123-95) | Artavazde (II) roi d'Arménie ? (-123-95) | Artavazde (II) roi d'Arménie ? (-123-95) | Artavazde (II) roi d'Arménie ? (-123-95) | Artavazde (II) roi d'Arménie ? (-123-95) | Artavazde (II) roi d'Arménie ? (-123-95) |                                       |                                       | Tigrane II roi d'Arménie (-95-55)     | Tigrane II roi d'Arménie (-95-55)     | Tigrane II roi d'Arménie (-95-55) | Tigrane II roi d'Arménie (-95-55) | Tigrane II roi d'Arménie (-95-55)                 | Tigrane II roi d'Arménie (-95-55)                 |                                                   |                                                   | Guras vice-roi de Mygdonie                        | Guras vice-roi de Mygdonie                        | Guras vice-roi de Mygdonie | Guras vice-roi de Mygdonie | Guras vice-roi de Mygdonie                  | Guras vice-roi de Mygdonie                  |                                             |                                             |                                             |                                             |  |  |                                    |                                    |                                    |                                    | Artaxias Ier roi d'Ibérie (-90-78)             | Artaxias Ier roi d'Ibérie (-90-78)             | Artaxias Ier roi d'Ibérie (-90-78)             | Artaxias Ier roi d'Ibérie (-90-78)             | Artaxias Ier roi d'Ibérie (-90-78)             | Artaxias Ier roi d'Ibérie (-90-78)             |                                     |                                     | Ne                                  | Ne                                  | Ne                      | Ne                      | Ne                      | Ne                      |                                 |                                 |                                  |                                  |                                  |                                  | Parnadjom Ier roi d'Ibérie (-109-90) | Parnadjom Ier roi d'Ibérie (-109-90) | Parnadjom Ier roi d'Ibérie (-109-90) | Parnadjom Ier roi d'Ibérie (-109-90) | Parnadjom Ier roi d'Ibérie (-109-90) | Parnadjom Ier roi d'Ibérie (-109-90) |  |  |  |  |  |  |  |  |  |  |  |  |  |  |  |  |  |  |  |  |  |  |  |  |  |  |  |  |  |  |  |  |  |  |  |  |  |  |  |  |  |  |  |  |
|                                                   |                                                   |                                                   |                                                   |                                                   |                                                   |                                 |                                 |                                   |                                   |                                   |                                   |                                          |                                          |                                          |                                          |                                          |                                          |                                       |                                       |                                       |                                       |                                   |                                   |                                                   |                                                   |                                                   |                                                   |                                                   |                                                   |                            |                            |                                             |                                             |                                             |                                             |                                             |                                             |  |  |                                    |                                    |                                    |                                    |                                                |                                                |                                                |                                                |                                                |                                                |                                     |                                     |                                     |                                     |                         |                         |                         |                         |                                 |                                 |                                  |                                  |                                  |                                  |                                      |                                      |                                      |                                      |                                      |                                      |  |  |  |  |  |  |  |  |  |  |  |  |  |  |  |  |  |  |  |  |  |  |  |  |  |  |  |  |  |  |  |  |  |  |  |  |  |  |  |  |  |  |  |  |
|                                                   |                                                   |                                                   |                                                   |                                                   |                                                   |                                 |                                 |                                   |                                   |                                   |                                   |                                          |                                          |                                          |                                          |                                          |                                          |                                       |                                       |                                       |                                       |                                   |                                   |                                                   |                                                   |                                                   |                                                   |                                                   |                                                   |                            |                            |                                             |                                             |                                             |                                             |                                             |                                             |  |  |                                    |                                    |                                    |                                    |                                                |                                                |                                                |                                                |                                                |                                                |                                     |                                     |                                     |                                     |                         |                         |                         |                         |                                 |                                 |                                  |                                  |                                  |                                  |                                      |                                      |                                      |                                      |                                      |                                      |  |  |  |  |  |  |  |  |  |  |  |  |  |  |  |  |  |  |  |  |  |  |  |  |  |  |  |  |  |  |  |  |  |  |  |  |  |  |  |  |  |  |  |  |
| Aryazate-Automé ép. Mithridate II roi des Parthes | Aryazate-Automé ép. Mithridate II roi des Parthes | Aryazate-Automé ép. Mithridate II roi des Parthes | Aryazate-Automé ép. Mithridate II roi des Parthes | Aryazate-Automé ép. Mithridate II roi des Parthes | Aryazate-Automé ép. Mithridate II roi des Parthes |                                 |                                 | Zariadrès                         | Zariadrès                         | Zariadrès                         | Zariadrès                         | Zariadrès                                | Zariadrès                                |                                          |                                          | Tigrane le Jeune roi de Sophène (-65)    | Tigrane le Jeune roi de Sophène (-65)    | Tigrane le Jeune roi de Sophène (-65) | Tigrane le Jeune roi de Sophène (-65) | Tigrane le Jeune roi de Sophène (-65) | Tigrane le Jeune roi de Sophène (-65) |                                   |                                   | Artavazde II roi d'Arménie (-55-34)               | Artavazde II roi d'Arménie (-55-34)               | Artavazde II roi d'Arménie (-55-34)               | Artavazde II roi d'Arménie (-55-34)               | Artavazde II roi d'Arménie (-55-34)               | Artavazde II roi d'Arménie (-55-34)               |                            |                            | Ne Mithridate Ier roi de Médie              | Ne Mithridate Ier roi de Médie              | Ne Mithridate Ier roi de Médie              | Ne Mithridate Ier roi de Médie              | Ne Mithridate Ier roi de Médie              | Ne Mithridate Ier roi de Médie              |  |  | Ne ép. Pacorus Ier roi des Parthes | Ne ép. Pacorus Ier roi des Parthes | Ne ép. Pacorus Ier roi des Parthes | Ne ép. Pacorus Ier roi des Parthes | Ne ép. Pacorus Ier roi des Parthes             | Ne ép. Pacorus Ier roi des Parthes             |                                                |                                                | Artocès Ier roi d'Ibérie (-78-63)              | Artocès Ier roi d'Ibérie (-78-63)              | Artocès Ier roi d'Ibérie (-78-63)   | Artocès Ier roi d'Ibérie (-78-63)   | Artocès Ier roi d'Ibérie (-78-63)   | Artocès Ier roi d'Ibérie (-78-63)   |                         |                         |                         |                         |                                 |                                 |                                  |                                  |                                  |                                  |                                      |                                      |                                      |                                      |                                      |                                      |  |  |  |  |  |  |  |  |  |  |  |  |  |  |  |  |  |  |  |  |  |  |  |  |  |  |  |  |  |  |  |  |  |  |  |  |  |  |  |  |  |  |  |  |
| Aryazate-Automé ép. Mithridate II roi des Parthes | Aryazate-Automé ép. Mithridate II roi des Parthes | Aryazate-Automé ép. Mithridate II roi des Parthes | Aryazate-Automé ép. Mithridate II roi des Parthes | Aryazate-Automé ép. Mithridate II roi des Parthes | Aryazate-Automé ép. Mithridate II roi des Parthes |                                 |                                 | Zariadrès                         | Zariadrès                         | Zariadrès                         | Zariadrès                         | Zariadrès                                | Zariadrès                                |                                          |                                          | Tigrane le Jeune roi de Sophène (-65)    | Tigrane le Jeune roi de Sophène (-65)    | Tigrane le Jeune roi de Sophène (-65) | Tigrane le Jeune roi de Sophène (-65) | Tigrane le Jeune roi de Sophène (-65) | Tigrane le Jeune roi de Sophène (-65) |                                   |                                   | Artavazde II roi d'Arménie (-55-34)               | Artavazde II roi d'Arménie (-55-34)               | Artavazde II roi d'Arménie (-55-34)               | Artavazde II roi d'Arménie (-55-34)               | Artavazde II roi d'Arménie (-55-34)               | Artavazde II roi d'Arménie (-55-34)               |                            |                            | Ne Mithridate Ier roi de Médie              | Ne Mithridate Ier roi de Médie              | Ne Mithridate Ier roi de Médie              | Ne Mithridate Ier roi de Médie              | Ne Mithridate Ier roi de Médie              | Ne Mithridate Ier roi de Médie              |  |  | Ne ép. Pacorus Ier roi des Parthes | Ne ép. Pacorus Ier roi des Parthes | Ne ép. Pacorus Ier roi des Parthes | Ne ép. Pacorus Ier roi des Parthes | Ne ép. Pacorus Ier roi des Parthes             | Ne ép. Pacorus Ier roi des Parthes             |                                                |                                                | Artocès Ier roi d'Ibérie (-78-63)              | Artocès Ier roi d'Ibérie (-78-63)              | Artocès Ier roi d'Ibérie (-78-63)   | Artocès Ier roi d'Ibérie (-78-63)   | Artocès Ier roi d'Ibérie (-78-63)   | Artocès Ier roi d'Ibérie (-78-63)   |                         |                         |                         |                         |                                 |                                 |                                  |                                  |                                  |                                  |                                      |                                      |                                      |                                      |                                      |                                      |  |  |  |  |  |  |  |  |  |  |  |  |  |  |  |  |  |  |  |  |  |  |  |  |  |  |  |  |  |  |  |  |  |  |  |  |  |  |  |  |  |  |  |  |
|                                                   |                                                   |                                                   |                                                   |                                                   |                                                   |                                 |                                 |                                   |                                   |                                   |                                   |                                          |                                          |                                          |                                          |                                          |                                          |                                       |                                       |                                       |                                       |                                   |                                   |                                                   |                                                   |                                                   |                                                   |                                                   |                                                   |                            |                            |                                             |                                             |                                             |                                             |                                             |                                             |  |  |                                    |                                    |                                    |                                    |                                                |                                                |                                                |                                                |                                                |                                                |                                     |                                     |                                     |                                     |                         |                         |                         |                         |                                 |                                 |                                  |                                  |                                  |                                  |                                      |                                      |                                      |                                      |                                      |                                      |  |  |  |  |  |  |  |  |  |  |  |  |  |  |  |  |  |  |  |  |  |  |  |  |  |  |  |  |  |  |  |  |  |  |  |  |  |  |  |  |  |  |  |  |
| Artaxias II roi d'Arménie (-33-20)                | Artaxias II roi d'Arménie (-33-20)                | Artaxias II roi d'Arménie (-33-20)                | Artaxias II roi d'Arménie (-33-20)                | Artaxias II roi d'Arménie (-33-20)                | Artaxias II roi d'Arménie (-33-20)                |                                 |                                 | Tigrane III roi d'Arménie (-20-6) | Tigrane III roi d'Arménie (-20-6) | Tigrane III roi d'Arménie (-20-6) | Tigrane III roi d'Arménie (-20-6) | Tigrane III roi d'Arménie (-20-6)        | Tigrane III roi d'Arménie (-20-6)        |                                          |                                          | Artavazde III roi d'Arménie (-6)         | Artavazde III roi d'Arménie (-6)         | Artavazde III roi d'Arménie (-6)      | Artavazde III roi d'Arménie (-6)      | Artavazde III roi d'Arménie (-6)      | Artavazde III roi d'Arménie (-6)      |                                   |                                   | Ne demandée en mariage pour Alexandre Hélios      | Ne demandée en mariage pour Alexandre Hélios      | Ne demandée en mariage pour Alexandre Hélios      | Ne demandée en mariage pour Alexandre Hélios      | Ne demandée en mariage pour Alexandre Hélios      | Ne demandée en mariage pour Alexandre Hélios      |                            |                            | Ne ép. fils de Déiotaire Ier roi de Galatie | Ne ép. fils de Déiotaire Ier roi de Galatie | Ne ép. fils de Déiotaire Ier roi de Galatie | Ne ép. fils de Déiotaire Ier roi de Galatie | Ne ép. fils de Déiotaire Ier roi de Galatie | Ne ép. fils de Déiotaire Ier roi de Galatie |  |  |                                    |                                    |                                    |                                    |                                                |                                                |                                                |                                                | Pharnabaze II roi d'Ibérie (-63-30)            | Pharnabaze II roi d'Ibérie (-63-30)            | Pharnabaze II roi d'Ibérie (-63-30) | Pharnabaze II roi d'Ibérie (-63-30) | Pharnabaze II roi d'Ibérie (-63-30) | Pharnabaze II roi d'Ibérie (-63-30) |                         |                         | Ne                      | Ne                      | Ne                              | Ne                              | Ne                               | Ne                               |                                  |                                  | Mirvan II roi d'Ibérie (-30-20)      | Mirvan II roi d'Ibérie (-30-20)      | Mirvan II roi d'Ibérie (-30-20)      | Mirvan II roi d'Ibérie (-30-20)      | Mirvan II roi d'Ibérie (-30-20)      | Mirvan II roi d'Ibérie (-30-20)      |  |  |  |  |  |  |  |  |  |  |  |  |  |  |  |  |  |  |  |  |  |  |  |  |  |  |  |  |  |  |  |  |  |  |  |  |  |  |  |  |  |  |  |  |
| Artaxias II roi d'Arménie (-33-20)                | Artaxias II roi d'Arménie (-33-20)                | Artaxias II roi d'Arménie (-33-20)                | Artaxias II roi d'Arménie (-33-20)                | Artaxias II roi d'Arménie (-33-20)                | Artaxias II roi d'Arménie (-33-20)                |                                 |                                 | Tigrane III roi d'Arménie (-20-6) | Tigrane III roi d'Arménie (-20-6) | Tigrane III roi d'Arménie (-20-6) | Tigrane III roi d'Arménie (-20-6) | Tigrane III roi d'Arménie (-20-6)        | Tigrane III roi d'Arménie (-20-6)        |                                          |                                          | Artavazde III roi d'Arménie (-6)         | Artavazde III roi d'Arménie (-6)         | Artavazde III roi d'Arménie (-6)      | Artavazde III roi d'Arménie (-6)      | Artavazde III roi d'Arménie (-6)      | Artavazde III roi d'Arménie (-6)      |                                   |                                   | Ne demandée en mariage pour Alexandre Hélios      | Ne demandée en mariage pour Alexandre Hélios      | Ne demandée en mariage pour Alexandre Hélios      | Ne demandée en mariage pour Alexandre Hélios      | Ne demandée en mariage pour Alexandre Hélios      | Ne demandée en mariage pour Alexandre Hélios      |                            |                            | Ne ép. fils de Déiotaire Ier roi de Galatie | Ne ép. fils de Déiotaire Ier roi de Galatie | Ne ép. fils de Déiotaire Ier roi de Galatie | Ne ép. fils de Déiotaire Ier roi de Galatie | Ne ép. fils de Déiotaire Ier roi de Galatie | Ne ép. fils de Déiotaire Ier roi de Galatie |  |  |                                    |                                    |                                    |                                    |                                                |                                                |                                                |                                                | Pharnabaze II roi d'Ibérie (-63-30)            | Pharnabaze II roi d'Ibérie (-63-30)            | Pharnabaze II roi d'Ibérie (-63-30) | Pharnabaze II roi d'Ibérie (-63-30) | Pharnabaze II roi d'Ibérie (-63-30) | Pharnabaze II roi d'Ibérie (-63-30) |                         |                         | Ne                      | Ne                      | Ne                              | Ne                              | Ne                               | Ne                               |                                  |                                  | Mirvan II roi d'Ibérie (-30-20)      | Mirvan II roi d'Ibérie (-30-20)      | Mirvan II roi d'Ibérie (-30-20)      | Mirvan II roi d'Ibérie (-30-20)      | Mirvan II roi d'Ibérie (-30-20)      | Mirvan II roi d'Ibérie (-30-20)      |  |  |  |  |  |  |  |  |  |  |  |  |  |  |  |  |  |  |  |  |  |  |  |  |  |  |  |  |  |  |  |  |  |  |  |  |  |  |  |  |  |  |  |  |
|                                                   |                                                   |                                                   |                                                   |                                                   |                                                   |                                 |                                 |                                   |                                   |                                   |                                   |                                          |                                          |                                          |                                          |                                          |                                          |                                       |                                       |                                       |                                       |                                   |                                   |                                                   |                                                   |                                                   |                                                   |                                                   |                                                   |                            |                            |                                             |                                             |                                             |                                             |                                             |                                             |  |  |                                    |                                    |                                    |                                    |                                                |                                                |                                                |                                                |                                                |                                                |                                     |                                     |                                     |                                     |                         |                         |                         |                         |                                 |                                 |                                  |                                  |                                  |                                  |                                      |                                      |                                      |                                      |                                      |                                      |  |  |  |  |  |  |  |  |  |  |  |  |  |  |  |  |  |  |  |  |  |  |  |  |  |  |  |  |  |  |  |  |  |  |  |  |  |  |  |  |  |  |  |  |
|                                                   |                                                   |                                                   |                                                   |                                                   |                                                   |                                 |                                 |                                   |                                   |                                   |                                   |                                          |                                          |                                          |                                          |                                          |                                          |                                       |                                       |                                       |                                       |                                   |                                   |                                                   |                                                   |                                                   |                                                   |                                                   |                                                   |                            |                            |                                             |                                             |                                             |                                             |                                             |                                             |  |  |                                    |                                    |                                    |                                    |                                                |                                                |                                                |                                                |                                                |                                                |                                     |                                     |                                     |                                     |                         |                         |                         |                         |                                 |                                 |                                  |                                  |                                  |                                  |                                      |                                      |                                      |                                      |                                      |                                      |  |  |  |  |  |  |  |  |  |  |  |  |  |  |  |  |  |  |  |  |  |  |  |  |  |  |  |  |  |  |  |  |  |  |  |  |  |  |  |  |  |  |  |  |
|                                                   |                                                   |                                                   |                                                   | Tigrane IV roi d'Arménie (-6+1)                   | Tigrane IV roi d'Arménie (-6+1)                   | Tigrane IV roi d'Arménie (-6+1) | Tigrane IV roi d'Arménie (-6+1) | Tigrane IV roi d'Arménie (-6+1)   | Tigrane IV roi d'Arménie (-6+1)   |                                   |                                   | Érato reine d'Arménie (-6+1) et (+12)    | Érato reine d'Arménie (-6+1) et (+12)    | Érato reine d'Arménie (-6+1) et (+12)    | Érato reine d'Arménie (-6+1) et (+12)    | Érato reine d'Arménie (-6+1) et (+12)    | Érato reine d'Arménie (-6+1) et (+12)    |                                       |                                       |                                       |                                       |                                   |                                   |                                                   |                                                   |                                                   |                                                   |                                                   |                                                   |                            |                            |                                             |                                             |                                             |                                             |                                             |                                             |  |  |                                    |                                    |                                    |                                    |                                                |                                                |                                                |                                                |                                                |                                                |                                     |                                     | Ne ép. Kartam d'Egrissi             | Ne ép. Kartam d'Egrissi             | Ne ép. Kartam d'Egrissi | Ne ép. Kartam d'Egrissi | Ne ép. Kartam d'Egrissi | Ne ép. Kartam d'Egrissi |                                 |                                 | Artaxias II roi d'Ibérie (-20+1) | Artaxias II roi d'Ibérie (-20+1) | Artaxias II roi d'Ibérie (-20+1) | Artaxias II roi d'Ibérie (-20+1) | Artaxias II roi d'Ibérie (-20+1)     | Artaxias II roi d'Ibérie (-20+1)     |                                      |                                      |                                      |                                      |  |  |  |  |  |  |  |  |  |  |  |  |  |  |  |  |  |  |  |  |  |  |  |  |  |  |  |  |  |  |  |  |  |  |  |  |  |  |  |  |  |  |  |  |
|                                                   |                                                   |                                                   |                                                   | Tigrane IV roi d'Arménie (-6+1)                   | Tigrane IV roi d'Arménie (-6+1)                   | Tigrane IV roi d'Arménie (-6+1) | Tigrane IV roi d'Arménie (-6+1) | Tigrane IV roi d'Arménie (-6+1)   | Tigrane IV roi d'Arménie (-6+1)   |                                   |                                   | Érato reine d'Arménie (-6+1) et (+12)    | Érato reine d'Arménie (-6+1) et (+12)    | Érato reine d'Arménie (-6+1) et (+12)    | Érato reine d'Arménie (-6+1) et (+12)    | Érato reine d'Arménie (-6+1) et (+12)    | Érato reine d'Arménie (-6+1) et (+12)    |                                       |                                       |                                       |                                       |                                   |                                   |                                                   |                                                   |                                                   |                                                   |                                                   |                                                   |                            |                            |                                             |                                             |                                             |                                             |                                             |                                             |  |  |                                    |                                    |                                    |                                    |                                                |                                                |                                                |                                                |                                                |                                                |                                     |                                     | Ne ép. Kartam d'Egrissi             | Ne ép. Kartam d'Egrissi             | Ne ép. Kartam d'Egrissi | Ne ép. Kartam d'Egrissi | Ne ép. Kartam d'Egrissi | Ne ép. Kartam d'Egrissi |                                 |                                 | Artaxias II roi d'Ibérie (-20+1) | Artaxias II roi d'Ibérie (-20+1) | Artaxias II roi d'Ibérie (-20+1) | Artaxias II roi d'Ibérie (-20+1) | Artaxias II roi d'Ibérie (-20+1)     | Artaxias II roi d'Ibérie (-20+1)     |                                      |                                      |                                      |                                      |  |  |  |  |  |  |  |  |  |  |  |  |  |  |  |  |  |  |  |  |  |  |  |  |  |  |  |  |  |  |  |  |  |  |  |  |  |  |  |  |  |  |  |  |

### Société et culture
Sous les souverains artaxiades, la société et la culture arméniennes, dans nombre de leurs aspects, continuent à subir l'influence perse. Mais dans le même temps, et parfois de manière voulue, elles s'ouvrent de manière croissante à l'influence hellénistique. Cette conjonction s'illustre particulièrement sous le règne de Tigrane II.
L'influence perse sur l'Arménie a débuté sous la période mède et s'est poursuivie sous les Achéménides, en particulier sous le règne de Darius Ier, touchant jusqu'à la langue arménienne. Le mouvement a continué sous les Orontides, et est toujours marqué à l'époque artaxiade. Les souverains de cette dynastie portent ainsi des noms d'origine perse, comme « Artaxias » et « Tigrane » ; il en va de même en toponymie. Le mode de vie des dirigeants se calque également sur celui des satrapes perses, avec la construction de somptueuses demeures agrémentées de parcs animaliers privés (des « paradis »). Le zoroastrisme influence en outre considérablement le paganisme arménien, avec par exemple Aramazd, le dieu suprême du panthéon local, ou Anahit, déesse de la fécondité, inspirés respectivement par Ahura Mazda et Anahita. Sous Tigrane II, le caractère perse se retrouve de manière importante au niveau de l'organisation de l'État. Son vaste territoire connaît une organisation variée, certaines régions conservant le statut qu'elles connaissaient sous les rois parthes. Appelé « roi des rois », un titre parthe, Tigrane reprend le principe de la monarchie absolue perse ; il est décrit comme n'apparaissant jamais en public sans être accompagné de quatre rois vassaux, et il est représenté coiffé d'une tiare, d'inspiration iranienne. Et quand Tigrane dépose son diadème aux pieds de Pompée en 66 av. J.-C., il ne fait que respecter une coutume parthe applicable aux rois vaincus. Tigrane IV et Érato, de par leur union, illustrent également la persistance de l'influence iranienne.
En parallèle avec ce processus, l'hellénisme fait son apparition en Arménie avec le passage sous suzeraineté séleucide du pays (début du IIIe siècle av. J.-C.) et se manifeste au niveau de l'urbanisme : si les cités fondées par les Orontides, Ervandachat et Ervandakert, présentent encore largement des caractéristiques achéménides, on y retrouve également des influences hellénisantes. La tendance est plus forte en Sophène, plus proche de la Cappadoce, avec la ville d'Arsamosate. Cette influence sur l'urbanisme s'accroît sous les Artaxiades : les fouilles effectuées à Artachat, la nouvelle capitale, ont révélé des éléments dignes d'une métropole hellénistique,. Le grec fait sous la dynastie orontide sa première apparition dans des inscriptions sur des rochers (à Armavir, contenant notamment des vers d'Euripide). Sous les Artaxiades, il est, avec l'araméen, l'une des deux langues de l'administration.
Le règne de Tigrane II va donner un coup d'accélérateur à l'hellénisation : afin de renforcer l'homogénéité et la centralisation de son empire disparate, Tigrane va en effet encourager le processus d'hellénisation déjà en cours en Arménie,. Des transferts de population des cités grecques de Syrie sont effectués, en particulier au profit de Tigranakert (Tigranocerta en latin), sa nouvelle capitale fondée vers 78 av. J.-C. ; la ville compte en effet une forte population grecque et présente de nombreuses caractéristiques architecturales grecques (tout en conservant certains caractères perses des résidences royales, comme la présence à proximité de terrains de chasse). Le grec devient la langue de l'administration et de la cour, où sont invités des lettrés grecs ; on retrouve parmi ceux-ci Métrodore de Scepsis, qui rédigera une Histoire de Tigrane. Le panthéon arménien est quant à lui progressivement assimilé aux divinités grecques. Tigrane est le premier souverain arménien à frapper monnaie, s'inspirant probablement de la tradition séleucide. Ses pièces sont frappées à Antioche et à Damas et consistent en tétradrachmes (en argent) et en pièces de cuivre, ainsi que d'or. Son portrait, surmonté d'une tiare, orne l'une des deux faces ; sur l'autre figure la Tyché d'Antioche, avec, à ses pieds, le dieu-fleuve Oronte. L'armée n'échappe pas au mouvement d'hellénisation : à côté des archers et des frondeurs, des hoplites font leur apparition au sein de l'infanterie ; la cavalerie légère se voit toutefois complétée d'une cavalerie lourde de cataphractaires, à la parthe. Quant au successeur de Tigrane II, Artavazde II, pétri de culture hellénistique, il a laissé des tragédies et des récits historiques, aujourd'hui perdus.

### Économie

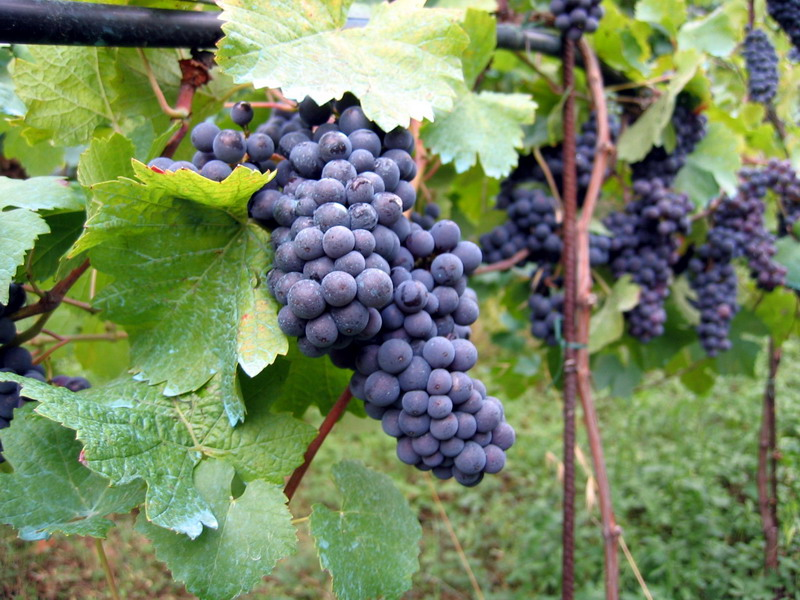
La vigne, dont la culture se développe en Arménie au, sous les Artaxiades.

Sous les Artaxiades, l'économie arménienne reste essentiellement telle qu'elle était : une économie agricole produisant des céréales, des fruits (dont la vigne dès le Ier siècle av. J.-C.), etc.. Le pays connaît également l'élevage du bétail, et ses chevaux sont recherchés.
L'industrie minière se développe avec la période hellénistique, qui voit notamment l'exploitation de gisements de naphte. La production locale fournit également du sandyx (« couleur d'Arménie », une teinte d'ocre), de l'orpiment, du borax et de l'armenium (carbonate de cuivre).
Sous les Artaxiades, l'économie arménienne s'ouvre au commerce international et tire profit de sa situation au carrefour des axes nord-sud et est-ouest du Moyen-Orient ; le sud du pays est en effet traversé par la route de l'Inde et l'ancienne route royale perse, et voit passer de nombreuses marchandises auxquelles la production locale se joint. Les découvertes archéologiques indiquent que l'essentiel des échanges a lieu avec la Syrie et la Phénicie.

## Historiographie et représentations historiques

Reconstitution hypothétique de l'étendard des Artaxiades.

L'historiographie de la dynastie artaxiade, et son étude peut-être encore plus, sont peu développées, contrairement à celles de certains de ses membres, principalement Tigrane II et Artaxias Ier. Son étude et celle des représentations historiques de la dynastie se sont principalement portées sur l'œuvre de Moïse de Khorène, l’Histoire de l'Arménie (ainsi que, dans une moindre mesure, sur l'œuvre de Yovhannēs Drasxanakertc'i, l’Histoire d'Arménie, qui s'en inspire). Celle-ci mentionne les souverains artaxiades mais en les décalant parfois de plusieurs siècles par rapport à l'époque où ils vécurent. Plus encore, et tout comme pour les Orontides, Moïse ne distingue pas cette dynastie de celle des Arsacides, qu'il fait remonter à Haïk et donc à Noé, et mélange allègrement les rois de chacune. Cet amalgame pourrait s'expliquer par une tentative de replacement de la dynastie artaxiade dans une perspective arsacide, mais tout en respectant notamment une séquence artaxiade : chez Moïse, Artachês, Artavazd, Tiran et Tigrane se succèdent, reproduisant la séquence historique Artaxias Ier, Artavazde Ier, Tigrane Ier et Tigrane II. Cet imbroglio, que l'on retrouve également dans la Chronique géorgienne médiévale, s'est cependant longtemps perpétué dans l'historiographie arménienne.

## Usage contemporain de l'emblème artaxiade
L'emblème des Artaxiades a été repris dans les armoiries de l'Arménie, aux côtés de ceux des trois autres dynasties arméniennes historiques : Arsacides, Bagratides et Roupénides. On le retrouve dans les armoiries de la Première République d'Arménie (1918-1921), créées par Alexandre Tamanian et Hakob Kojoyan, ainsi que dans celles de l'Arménie moderne. Il figure dans les deux cas au troisième quartier (en bas à gauche) et se blasonne ainsi (pour les secondes) : d'azur à deux têtes d'aigles affrontées d'argent.

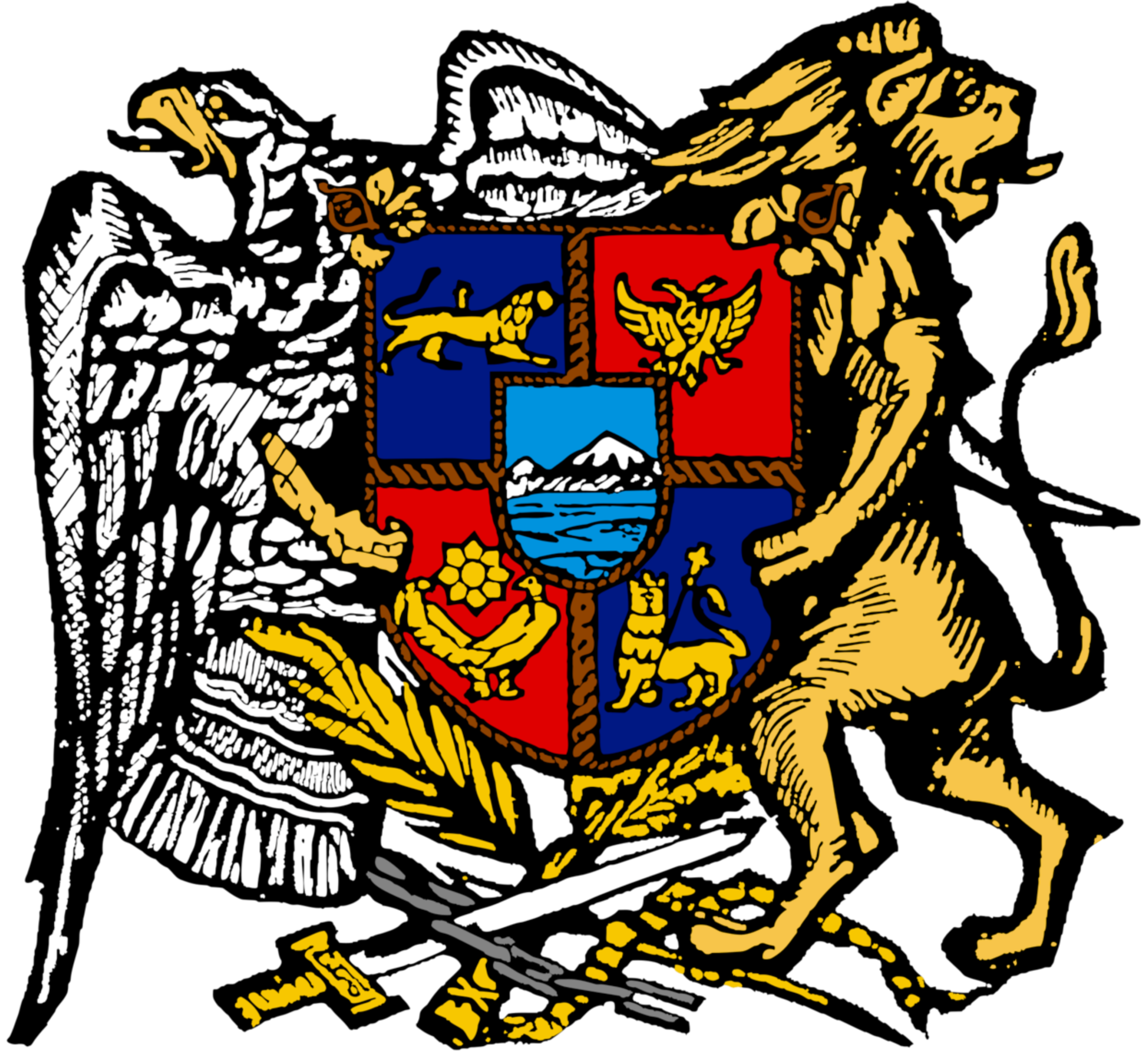
Armoiries de la Première République d'Arménie.
Armoiries de l'Arménie moderne.

#### Auteurs anciens
- Lucius Ampelius, Liber memorialis.
- Appien, Histoire romaine, « Guerre syrienne » et « Guerre mithridatique ».
- Dion Cassius, Histoire romaine.
- Fauste de Byzance Histoire de l'Arménie.
- Moïse de Khorène (trad. Annie et Jean-Pierre Mahé), Histoire de l'Arménie, Paris, Gallimard, coll. « L'aube des peuples », 1993, 455 p. (ISBN 978-2-07-072904-3, BNF 35602722).
- Plutarque, Vies parallèles [détail des éditions] [lire en ligne], « Antoine », « Crassus » et « Lucullus ».
- Strabon, Géographie [détail des éditions] [lire en ligne].
- Tacite, Annales [lire en ligne].

#### Auteurs modernes
- Marie-Louise Chaumont, « L'Arménie entre Rome et l'Iran : I de l'avènement d'Auguste à l'avènement de Dioclétien », Aufstieg und Niedergang der römischen Welt, vol. II, no 9.1,‎ 1976.
- Marie-Louise Chaumont, « Tigrane le Jeune, fils de Tigrane le Grand : Révolte contre son père et captivité à Rome », Revue des études arméniennes, vol. 28,‎ 2001-2002
- Gérard Dédéyan (dir.), Histoire du peuple arménien, Toulouse, Éd. Privat, 2007 (1re éd. 1982), 991 p. [détail de l’édition] (ISBN 978-2-7089-6874-5).
- (en) « Armenia and Iran », dans Encyclopædia Iranica (lire en ligne).
- René Grousset, Histoire de l'Arménie : des origines à 1071, Paris, Payot, 1947 (réimpr. 1984, 1995, 2008), 644 p. (ISBN 978-2-228-88912-4).
- Cyrille Toumanoff, Les dynasties de la Caucasie chrétienne de l'Antiquité jusqu'au XIXe siècle : Tables généalogiques et chronologiques, Rome, 1990, p. 93-98 et 500-501.
- André Verstanding, Histoire de l'Empire parthe, Le Cri, Bruxelles, 2001  (ISBN 2-87106-279-X).
- Édouard Will, Histoire politique du monde hellénistique (323-30 av. J.-C.), Paris, Seuil, coll. « Points Histoire », 1967 (réimpr. 2003), 650 p. (ISBN 978-2-02-060387-4, BNF 39003356).